# Маклеод, Джон
Джон Джеймс Ри́кард Макле́од (Макла́уд; англ. John James Rickard Macleod; 6 сентября 1876, Клуни — 16 марта 1935, Абердин) — шотландский врач, физиолог, лауреат Нобелевской премии по физиологии или медицине в 1923 году.

## Биография
Джон Джеймс Рикард Маклеод (сын Роберта Маклеода), родился 6 сентября 1876 года в городе Клуни, вблизи города Данкелд (графство Перт, Шотландия). Начальное образование получил в Абердинской гимназии. В 1893 году продолжил дальнейшее обучение в Колледже Маришал при Абердинском университете по специальности медицина. По окончании колледжа с отличием в 1898 году он был удостоен степени бакалавра медицинских наук, а также был награждён стипендией Андерсена для прохождения заграничной стажировки. Для стажировки он направился в Институт физиологии в Лейпцигском университете (Германия), проработав там в течение года, он вернулся в Лондон для
работы в должности Демонстратора Физиологии в Лондонском медицинском колледже под руководством профессора Леонарда Хилла. Спустя два года его назначали на чтение лекций по биохимии в этом колледже. В то же время, в 1901 году, он был удостоен стипендии Маккиннона Королевского общества за исследования студентов. В 1902 г. в возрасте 27 лет Маклеод был назначен на должность профессора физиологии в Западном резервном университете (Кливленд, штат Огайо), данный пост он занимал до 1918 года, пока он не был избран профессором физиологии в Торонтском университете. Зимой 1916 года он некоторое время занимал пост профессора физиологии в Университете Макгилла (Монреаль). Он проработал в Торонто в течение 10 лет, до 1928 г., пока его не назначили профессором Королевской кафедры физиологии в Абердинском университете, он несмотря на его неуклонно ухудшающееся состояние здоровья, продолжал руководство кафедрой до самой своей смерти. В возрасте 58 лет, 16 марта 1935 г., он умер.

## Исследовательская работа

### Ранние исследования
Имя Маклеода всегда будет ассоциироваться с исследованиями углеводного обмена и инсулина. Несмотря на это, ранние его работы имели другую направленность. Его первая работа в 1899 году была посвящена содержанию фосфора в мышечных тканях, в последующих своих работах он занимался изучением пуриновых оснований, декомпрессионной болезни, биохимии карбаматов, химии палочки Коха и т. д.

### Открытие инсулина
Основные направления научной деятельности Маклеода были связаны с метаболизмом углеводов и в частности с исследованиями сахарного диабета. Проблемой диабета он заинтересовался ещё в 1905 году. Он надеялся открыть вещество, отсутствие которого в организме приводило к данному заболеванию. Маклеод предполагал, что поджелудочная железа может быть тем органом, нарушение работы которого являлось причиной диабета, но как и все остальные учёные в то время, он не мог объяснить её роли в данной патологии. Гюстав Эдуар Лагесс в 1893 году предложил в качестве гипотетического источника внутренней секреции маленькие островки Лангерганса. На тот момент вера в то, что именно островки Лангерганса в поджелудочной железе каким-то образом связаны с диабетом, была настолько сильной, что Шарпей-Шафер (1916 г.) предложил название активному веществу, гипотетически секретируемому в этих островках — «инсулин», хотя на тот момент доказательств, подтверждающих секрецию «инсулина» или механизма его действия, не было.
На тот момент было сделано множество экстрактов из поджелудочной железы, и некоторые из них проявляли активность против диабета. Активные экстракты выделили Блюменталь (1989), Зюльцер (1908), Лепин (1909), Скотт (1912) и Мюрлин со своими помощниками (1913), но, несмотря на наличие большого количества работ в данном направлении, так и не было получено устойчивой фракции из этих экстрактов.
В начале 1921 года Ф. Г. Бантинг обратился к Маклеоду с предложением сделать экстракт из лигированных протоков поджелудочной железы. Идея лигирования внешнего секреторного протока поджелудочной железы не была новой, так Скотт ранее проводил эксперименты по лигированию протоков поджелудочной железы с целью получения атрофии секретирующей ткани поджелудочной железы и, таким образом, устранить пищеварительные ферменты, которые, как тогда было известно, каким-то образом влияли на деятельностью внутренней секреции. Маклеод одобрил предложение Бантинга и дал ему возможность проводить эксперименты в своей лаборатории в Торонто. Маклеод на тот момент владел самыми современными знаниями по данной проблеме, также у него было всё необходимое оборудование для экспериментов. Бантинг совместно с Чарльзом Бестом получили в течение нескольких месяцев многообещающий экстракт, который показал хорошие результаты в экспериментах с сахарным диабетом. Экстракты, проявляющие активность, были также выделены из эмбриональной поджелудочной железы, когда пищеварительные ферменты ещё не активны. Этот выдающийся результат был опубликован, после предварительного доклада в «Journal Club» в Торонто, на встрече Американского физиологического общества в Нью-Хейвене (декабрь 1921 года).
Основной проблемой, с которой впоследствии столкнулись исследователи, было выделение экстракта высокой чистоты в больших количествах. Тогда к команде присоединился опытный химик, Дж. Б. Коллип, и, в конечном счёте, путём использования спиртовой экстракции, из поджелудочной железы взрослого быка был выделен продукт, который мог быть использован для лечения пациентов с сахарным диабетом.
Идея, давшая начало этому фундаментальному исследованию, принадлежала Бантингу, но без оборудования, рекомендаций и сотрудничества, предоставленных Маклеодом, данное исследование не достигло бы таких скорых результатов.
Открытие инсулина внесло значительный вклад в практическую медицину, позволив продлить жизнь тысячам больным сахарным диабетом. Открытие инсулина также оказалось важнейшим шагом в изучении регуляции углеводного обмена.

### Дальнейшие исследования проблемы диабета
В своих попытках пролить больше света на механизм действия инсулина, Маклеод вернулся к исследованиям, которые привлекли его внимание в самом начале исследовательской карьеры. В 1908 году он изучал нервную систему, как один из факторов возникновения гипергликемии. В одной из последних своих работ, опубликованной в 1932 году в журнале Proceedings of the Royal Society, он использовал метод сахарного укола Клода Бернара. Маклеод предполагал, что диабетогенный центр существует в мозге. Он обнаружил, что удаление части мозга на варолиевом мосту у кроликов, приводит к гипергликемии, что не могло быть связано только с деятельностью надпочечников, и с гидролизом запасённого гликогена. Он пришёл к выводу, что стимуляция глюконеогенеза в печени регулировалось парасимпатической нервной системой. Данный процесс, как он считал, мог непосредственно ингибироваться инсулином.

## Личные качества
Как учитель и руководитель исследований, Маклеод имел настоящий успех. Он читал лекции в лёгкой, ясной и интересной манере, ему с лёгкостью удавалось удерживать внимание своих студентов. Его сотрудники не могли себе представить более благожелательного, полного энтузиазма, и вдохновляющего наставника. Он был готов выслушать идеи и стремления, исходящие от самых младших своих сотрудников — при непременном условии, что работник был увлечён исследованием. Но в свою очередь он требовал точности и честности; он не терпел небрежности в работе. Лишённый манерности и гордости, он негативно относился к этим недостаткам в других. Он был честным человеком, никогда не держал ни на кого зла, но был ранимым — его глубоко возмущали любые сомнения относительно его честности. Он был верным и любящим, был оптимистом, который встречал всех с улыбкой. Маклеод никогда не унывал в случае неудач. Стоит отдать должное его мужеству и стойкости в последние годы его жизни, когда, несмотря на причиняющую ему боль инвалидность, он почти до самой своей смерти продолжал руководить исследовательской работой своей лаборатории.

## Интересы
Его интересы за пределами лаборатории были широкими и разносторонними. Он увлекался садоводством, много читал и любил искусство, особенно живопись, также одним из его увлечений была игра в гольф.

## Редакторская деятельность
В дополнение к преподавательской и исследовательской деятельности, Маклеод активно занимался редакторской работой. Он был помощником редактора в таких журналах как:
- Journal of Laboratory and Clinical Research
- Nutrition Abstracts and Reviews
- Physiological Reviews[англ.]

## Награды и признание
После открытия и выделения инсулина Маклеод был удостоен множества наград и почестей. В том числе:
- 1923 — член Лондонского королевского общества[7][8]
- 1923 — Премия Камерона[англ.]
- 1923 — Нобелевская премия по физиологии и медицине вместе с Ф. Бантингом
- 2012 — Введён в Канадский зал медицинской славы[англ.][9]

## Публикации
С 1899 г. по 1933 г., Маклеод опубликовал, около 200 статей. В дополнение к этим работам, им было опубликовано не меньше, чем одиннадцать книг и монографий, наиболее известными являются:
- «Физиология и биохимия в современной медицине» (1934 г., 7-е издание)
- «Диабет: патологическая физиология» (1913 г.)
- «Инсулин и его использование при диабете» (совместно с В. Р. Кэмпбеллом, 1925 г.)
- «Углеводный обмен и инсулин» (1926 г.)
- «Топлива жизни» (1928 г.)

В основном, книги, опубликованные Маклеодом, были связаны с различными стадиями углеводного обмена, в той или иной мере имели отношение к диабету. В материалах, опубликованных под названием «Топлива жизни», он уделял особое внимание теоретическим и наиболее интересным проблемам общей физиологии, в частности возможности превращения жиров в углеводы. Маклеод был убеждён, что такое преобразование возможно, несмотря на то, что американский физиолог Грейам Ласк отрицал эту гипотезу.